# Gyulai Zoltán-díj
A Gyulai Zoltán-díj az Eötvös Loránd Fizikai Társulat elismerése azon tagjainak, akik a szilárdtestfizika területén kimagasló kutatási eredményt értek el. A díj névadója Gyulai Zoltán (1887–1968) fizikus, egyetemi tanár, az MTA tagja.

## A díjazottak névsora
- 1969 Voszka Rudolf
- 1970 Farkas Istvánné; Hargitai Csaba
- 1971 Kroó Norbert
- 1972 Angeli István
- 1973 Tóth Gábor
- 1974 Kiss Ádám; Várnagy Mihály
- 1975 Korecz László
- 1976 Bata Lajos
- 1977 Kovácsné Cs. Erzsébet
- 1978 Konczos Gáza
- 1979 Ferenczi György; Kollár János
- 1980 Cser László
- 1981 Kertész Miklós
- 1982 Bor Zsolt
- 1983 –
- 1984 Kemény Tamás
- 1985 Nagy Dénes Lajos
- 1986 –
- 1987 Vladár Károly
- 1988 Sváb Erzsébet
- 1989 Bakonyi Imre
- 1990 Beke Dezső
- 1991 Buka Ágnes
- 1992 Bottyán László
- 1993 Deák Péter
- 1994 Faigel Gyula
- 1995 –
- 1996 –
- 1997 –
- 1998 Hartmann Ervin
- 1999 Kovács László
- 2000 –
- 2001 –
- 2002 –
- 2003 –
- 2004 –
- 2005 –
- 2006 Bíró László Péter
- 2007 –
- 2008 –
- 2009 Kövér László
- 2010 –
- 2011 –
- 2012 –
- 2013 –
- 2014 –
- 2015 Börzsönyi Tamás
- 2016 Csonka Szabolcs
- 2017 Balázsi Katalin
- 2018 Tapasztó Levente
- 2019 Nemes-Incze Péter
- 2020 Temleitner László